# Asia Cooperation Dialogue
Asia Cooperation Dialogue is een intergouvernementele organisatie die bestaat uit 32 Aziatische landen. Het idee van de Asia Cooperation Dialogue werd in het jaar 2000 voorgesteld door de toenmalige premier van Thailand Thaksin Shinawatra. De Asia Cooperation Dialogue werd uiteindelijk in 2002 opgericht door 18 landen. Sommigen zien de organisatie als een voorloper van de Aziatische Unie.

## Lidstaten
- Afghanistan (sinds 2012)
- Bahrein
- Bangladesh
- Bhutan (sinds 2004)
- Brunei
- Cambodja
- China
- Filipijnen
- India (sinds 2004)
- Indonesië
- Iran

- Japan
- Kazachstan (sinds 2003)
- Kirgizië (sinds 2008)
- Koeweit (sinds 2003)
- Laos
- Maleisië
- Mongolië (sinds 2004)
- Myanmar
- Oezbekistan (sinds 2006)
- Oman (sinds 2003)
- Pakistan

- Qatar
- Rusland (sinds 2005)
- Saoedi-Arabië (sinds 2005)
- Singapore
- Sri Lanka (sinds 2003)
- Tadzjikistan (sinds 2006)
- Thailand
- Verenigde Arabische Emiraten (sinds 2004)
- Vietnam
- Zuid-Korea

## Andere Aziatische landen
- Armenië
- Azerbeidzjan (deels in Europa)
- Cyprus (geheel in Azië, geopolitiek en cultureel Europees)
- Egypte (deels in Afrika)
- Georgië (deels in Europa)
- Irak

- Israël
- Jemen
- Jordanië
- Libanon
- Malediven
- Nepal

- Oost-Timor
- Noord-Korea
- Taiwan
- Syrië
- Turkije (deels in Europa)
- Turkmenistan